# DaCast
Dacast (anteriormente conocida como Andolis) es una plataforma de vídeo en línea que permite a las empresas transmitir contenido de vídeo y ofrecer una programación gratuita o de pago.
A diferencia de plataformas de vídeo en línea orientadas al consumidor, así como Youtube o Facebook, Dacast está orientada a las empresas. Más de 120.000 productores de video han usado Dacast para fines del 2018 incluyendo canales de televisión y estaciones radiofónicas, agencias de eventos, escuela y redes universitarias, iglesia y casa de adoración así como CCF.
Dacast tiene su sede en San Francisco con oficinas en París, Londres y Manila.
La plataforma fue lanzada globalmente el 26 de octubre de 2010. Los usuarios de Dacast se encuentran en todo el mundo, con la excepción de China y los países prohibidos expresamente por el gobierno de los EE. UU. y la Unión Europea.

## Historia
La compañía fue fundada en 2008 por Stephane Roulland y Aldric Feuillebois. Inicialmente el servicio estuvo basado en la tecnología peer-a-peer (P2P) de multidifusión, siendo Dacast el nombre del producto, propiedad de Andolis LLC.
Este método fue abandonado en 2010 debido a una disminución significativa en el costo de los datos, eliminando la ventaja competitiva de P2P.
Como preparación para su lanzamiento oficial en 2010, la empresa cambió su nombre a Dacast.
Desde entonces 2013, Streaming Media Magazine ha incluido Dacast entre la lista de las 100 compañías que tienen importancia en la industria del vídeo en línea.  En marzo de 2019, Dacast adquirió la plataforma de video en línea Vzaar.

## Servicios
Dacast es una plataforma de vídeo en línea y de alojamiento de vídeo de autoservicio. Su sistema de marca blanca permite a los usuarios controlar sus transmisiones en vivo y vídeos a pedido. Dacast se posiciona como una empresa SaaS (software como servicio) con el eslogan siguiente: "Streaming como Servicio".
La plataforma permite a los usuarios monetizar su contenido de vídeo vía un integrado paywall en el reproductor multimedia o vía integración de anuncios.

## Tecnología
La distribución de contenido de audio y vídeo es basada en la tecnología HTML5. La ingesta de la transmisión en vivo es RTMP y se soporta la entrega de formatos HLS y HDS.
La plataforma es compatible con formatos de archivo de vídeo diferentes como .MOV, .MP4, .Mp3, .M4Un o AAC y se puede transcodificar otros formatos para hacerles compatible con el servicio. La plataforma soporta los estándares de compresión de vídeo H.264 y X264 para la transmisión de video de alta definición (HD).

## Vistas
Los vídeos y transmisiones en vivo alojados en la plataforma de Dacast pueden ser incrustados y vistos en sitios web de emisores, el Portal de espectadores de Dacast, o en las plataformas de medios sociales de Facebook y Twitter.
Dacast soporta Microsoft Windows, Mac OS & iOS y Android. La plataforma se puede utilizar para contenido en línea o a pedido. 

## Asociaciones
Dacast es socio de NetAlliance con la red de entrega del contenido (CDN) Akamai, conocida por trabajar con Facebook, IBM y el Departamento de Defensa de los Estados Unidos.